# Vatican News
Vatican News (antes llamado News.va) es un portal de información de noticias proporcionado por el Pontificio Consejo para las Comunicaciones Sociales que "agrega información de los diversos medios de comunicación impresos, en línea, radio y televisión del Vaticano en una ventanilla única para las noticias sobre la Santa Sede".  Junto con Radio Vaticano, L'Osservatore Romano y Vatican Media, forma parte de las comunicaciones externas del Vaticano y fue establecida por el Dicasterio para la Comunicación.
El portal fue lanzado el 28 de junio de 2011 conmemorando la fiesta de San Pedro y San Pablo. El portal News.va promovía noticias, información y reflexión sobre la actualidad en el mundo y sobre el papel la Iglesia católica, además de noticias específicas sobre la Ciudad del Vaticano. Tras la reforma de las comunicaciones de la Santa Sede, fue reemplazado por el portal Vatican News, que aglutinaba a varios medios de comunicación de la Sede Apostólica.